# ルル (デジタル絵本)
『ルル』（LULU、フランス語：Le Livre de Lulu、英語：The Book of Lulu）は、フランスの作家ロマン・ビクトル・プジュベ（Romain Victor-Pujebet）作のデジタル絵本である。
1990年代半ばに流行したマルチメディアCD-ROMの中でも、名作と評価される作品の一つ。
アメリカのオルガーナ社が、フランスのフラマリオン社の援助を得て電子出版物として製作し、1995年に開催されたフランクフルト・ブックフェアで展示された。フランスでは1995年12月に発売された。
日本語版は1996年6月にWindows版、Macintosh版が、11月にプレイステーション版、セガサターン版、ピピンアットマーク版が発売された。2024年12月20日に復刻版がiOS/iPadOS対応としてリリースされた。

## 序盤のあらすじ
本の中のお城で、優しい両親と共に暮らす10歳のお姫さまルル。彼女はなに不自由のない生活をしていたけれど、子供が他に誰もおらず、いつも一人で寂しい思いをしていた。あるとき空から火の玉が落ちてきたのを目撃したルルが庭園に向かうと、そこには巨大な円盤があり、中から金属製の不思議な生きものが現れる。その生きものはネモと名乗った。
長旅で弱っていたネモをお城へ連れて行くと、ネモは2日間眠り続けた後に目覚めて、自分は惑星ソリュスの王さまメガロ・ポロの命を受けて、「暖かさ」を求めて旅を続けているのだと語る。ルルはその旅に一緒に連れて行ってほしいと頼み、二人は円盤に乗って本の世界の外へと旅立つ。

## 操作方法
『ルル』は全9章から成り、本をかたどったレイアウトで、ページをめくりながら読み進めていく。本文は朗読を聴くこともできる。一部のテキストやイラストをクリックすることでさまざまなイベントが発生する。

## 開発の経緯

### オリジナル版
『ルル』はもともと原作者のロマン・ビクトル・プジュベが、自分の娘に本の読み方を教えるために創作した話で、それを娘と一緒に遊んでいたパソコンのCD-ROMソフトで作ると面白そうと思ったのがはじまりである。この企画は電子出版会社のボイジャー（en:Voyager Company）に持ち込まれ、パリ事務所のアリーン・スタインがプロデュースを担うことになった。アリーンによれば、持ち込まれた作品はマッキントッシュのHyperCardで作りかけのシンプルなものだったが、「十分にチャーミング」で、「素晴らしい作品になる可能性を秘めている」と思ったという。
その後、アリーンはボイジャー社を独立し1995年に新しく電子出版会社オルガーナを創業し、『ルル』の企画も引き継いだ。そしてフランスのフラマリオン（fr:Groupe Flammarion）社の資金援助を得て、1995年にフランクフルトで開催されたフランクフルト・ブックフェアで展示された。なおオリジナル版の開発にはMacromedia Directorが使用された。
『ルル』はフランスではフラマリオンから1995年12月に発売された。最終的には17か国語にローカライズされ、20か国以上の国で発売されたという。

### 復刻版
2016年、オリジナルのスタッフにより『ルル』のタブレット版の製作がスタートするが、原作者のロマンが2016年8月22日に63歳で死去、2017年には開発ソフトのAdobe Directorの販売とサポートが終了した。それを日本語版を開発した株式会社ブレインが引き継ぎ、2024年12月にiOS/iPadOS対応の日本語版が、翌年にフランス語版と英語版がリリースされた。
復刻に当たってはVirtualBoxで1996年の製品版CD-ROMを再生できる環境を構築して画面をキャプチャし、Adobe Photoshopのエクステンション（拡張機能）であるKWIKで合成・編集し、Solar2Dでアプリケーションとして作成するという手順がとられた。2025年7月15日に、今回の例を元に、1990年代にブームとなったマルチメディアCD-ROMの復刻についてのセミナーがおこなわれた。

## オリジナル版制作スタッフ
- 作：ロマン・ビクトル・プジュベ（Romain Victor-Pujebet）[11][3]
- 音楽：オリビエ・プリズラック（Olivier Pryszlak）[18][3]
- プロダクション：Dada Média
  - グラフィック：ブリジット・ミロン（Brigitte Milon）[18][3]
  - 編集：ミュリエル・ルフェーブル（Murielle Lefèvre）[18][3]
  - プログラム：ジャン・フィリップ・プジョー（Jean-Phillippe Peugeot）[18][3]
  - 3D：マイク・ペイリュック（Marc Peyrucq）[18][3]
- エグゼクティブプロデューサー：アリーン・スタイン（Aleen Stein）[13][3]

## ルル日本語版
1995年10月、ドイツで開催されたフランクフルト・ブックフェアに参加していた三修社の前田俊秀は、オルガーナ社のブースでデモをしていた『Le Livre de Lulu』と出会う。日本語版をどうするかについて訊ねたところ、オルガーナ社の日本窓口だったボイジャージャパンの萩野正昭に相談するように言われ、会場からドイツの携帯電話で連絡を入れた。
日本語版を製作するにあたり複数のプラットフォームに向けてリリースすることを想定してパートナー企業を募り、ボイジャー、東北新社、セガ、サテライトと共同で「ブレインプロジェクト」を結成し、マッキントッシュ、ウィンドウズ、プレイステーション、セガサターン、ピピンアットマーク版を同時に制作し、同時に発売することを目標とした。
元のフランス語版では原作者のロマンが朗読を担当していたが、日本語版では女声のほうが向くだろうと考えて大貫妙子に頼み、ルル役の声優は矢島晶子、ロボットのネモ役は山口勝平に依頼した。フランス語からの翻訳は天沢退二郎と妻のマリ林に依頼した。
文字フォントはパソコン版は大日本印刷の秀英体を用い、プレイステーション版とセガサターン版については北海道のサテライト社とセガとソニーの開発者を交えて開発をおこなった。
作品のイメージに合わせて紙をもちいたパッケージが用意された。1996年6月にWindows版、Macintosh版が、11月にプレイステーション版、セガサターン版、ピピンアットマーク版が発売された。当時は「クリックブック」という呼称が使われた。
1996年11月に第1回朝日デジタルエンターテインメント大賞 ホーム部門賞を受賞、翌年2月にはAMDアワード '96優秀作品賞を受賞するなど、高く評価された。
1998年には共同出資した各社のメンバーらによりマルチメディア事業推進のため株式会社ブレインが設立される。ブレインはルル復刻版プロジェクトに携わり、2024年12月20日にiOS/iPadOS対応の『ルル』日本語版をリリースした。

### 日本語版制作スタッフ
- プロデューサー：前田俊秀[21]
- 演出：高林久弥[22]
- 翻訳：天沢退二郎、マリ林[23]
- 朗読：大貫妙子[24]
- 声優（ルル役）：矢島晶子[25]
- 声優（ネモ役）：山口勝平[26]

### 動作環境
Macintosh版
CPU：68040/33MHz以上またはPowerPC搭載機種
ディスプレイ：13インチ以上、256色表示可能な機種
メモリ：12メガバイト以上
CD-ROMドライブ：倍速以上
OS：漢字Talk7.1以上
Windows版
CPU：486DX/100MHz以上またはPentium搭載機種
ディスプレイ：640×480ドット以上、256色表示可能な機種
メモリ：12メガバイト以上
サウンドカード：Sound Blaster16互換
CD-ROMドライブ：倍速以上
OS：日本語版MicrosoftWindows3.1、または日本語版MicrosoftWindows95
iOS/iPadOS版
サイズ：2.13GB
OS：iOS/iPadOS 17.2〜18.1対応

### 製品一覧
| 製品名または機種名   | 発売または発行年月日 | 価格           | 型番など           | 備考                                                             |
| -------------------- | -------------------- | -------------- | ------------------ | ---------------------------------------------------------------- |
| ルル日本語版         | 1996年8月3日         | 4800円（税別） | ISBN 4-384-004443  | Mac/Win対応。販売元：アリアドネメディア。フランス語版を含む。    |
| セガサターン         | 1996年11月1日        | 4800円（税別） | GS-9118            |                                                                  |
| プレイステーション   | 1996年11月1日        | 4800円（税別） | SLPS-00560         |                                                                  |
| ピピンアットマーク   | 1996年11月1日        | 4800円（税別） | BDS-20039          | Macintosh（漢字Talk7.5）にも対応                                 |
| ルル公式ガイドブック | 1996年12月3日        | 980円（税込）  | ISBN 4-384-00451-6 | 著者：高木正雄、発行元：アリアドネメディア、ブレインプロジェクト |
| ルル 日英版          | 1996年12月           | 4800円（税別） | ISBN 4-384-00460-5 | 販売元：三修社。英語版を含む。                                   |
| CD-ROM&BOOK ルル     | 1998年8月3日         | 4600円（税別） | ISBN 4-384-04007-5 | ルル日本語版＆ルル公式ガイドブック。販売元：三修社。             |
| iOS/iPadOS           | 2024年12月20日       | 600円（税込）  |                    | App Storeで販売                                                  |

## 各国語版
Macintosh版/Windows版について記載する。
- フランス語版、1995年12月頃にフラマリオン（fr:Groupe Flammarion）から"Le Livre de Lulu"のタイトルでリリースされた。
- ドイツ語版は、1996年にラベンスバーガー（英語版）から"Das Buch von LuLu"（ISBN 3473650110）のタイトルでリリースされた。
- 日本語版は、1996年6月に『ルル日本語版』としてアリアドネメディアから販売された。
- オランダ語版は、1997年にValkieser Publishingから"Het Boek van Lulu"のタイトルでリリースされた[29]。
- イギリスでは、1997年にWayland Publishersから"Lulu's Enchanted Book"（ISBN 0750295120）のタイトルでリリースされた。
- アメリカでは、2001年12月にHarbor Electronic Publishingから"The Book of Lulu"（ISBN 0966974468）のタイトルでリリースされた。また2002年にはSlingShot Entertainmentから"The Book of Lulu"のタイトルでDVD-ROM版がリリースされた（英語、フランス語、デンマーク語、イタリア語、ドイツ語、ノルウェー語、日本語、中国語の8か国語版を同梱）。

### 声の出演
| 言語         | 朗読                  | ルル（Lulu）役              | ネモ（Mnémo）役    | 備考                    |
| ------------ | --------------------- | --------------------------- | ------------------ | ----------------------- |
| フランス語   | Romain Victor-Pujebet | Ludmilla Butzbach           | Olivier Pryszlak   |                         |
| ドイツ語     | de:Norbert Gastell    | de:Laura Maire              | Alexander Brehm    |                         |
| 日本語       | 大貫妙子              | 矢島晶子                    | 山口勝平           |                         |
| 英語         | en:Laurie Anderson    | Lisa Kiernan                | Morgan Holly       |                         |
| ノルウェー語 | no:Kim Haugen         | Fredrikke Christie Knudtzen | Kim Haugen         |                         |
| デンマーク語 | da:Michael Carøe      | Cecilie Louise Happel       | Michael Carøe      | LuluではなくNana        |
| イタリア語   | it:Silverio Pisu      | it:Cinzia Massironi         | it:Claudio Ridolfo |                         |
| 中国語       | Pao-Hsiang Chu        | Hsiao-Yu Liu                | Chih-Hua Chou      | Luluは露露、Mnémoは尼摩 |

※声の出典

## 関連作品
- Olivier Pryszlak『ESCAPE FROM THE BOOK / ORIGINAL and EXTENDED SOUNDTRACK from Le livre de Lulu』（アリアドネメディア、1996年12月） - サウンドトラックで、『ルル公式ガイドブック』が付属した[31]。
- 大貫妙子は作品をテーマとした「LULU」を作曲（編曲は坂本龍一）、1997年のアルバム『LUCY』に収録されている[9][24][32]。

## 受賞
- The Totem Award, Salon du Livre de Jeunesse[33]
- The prize of the best multimedia scenario, The SACD[33]
- Multimedia Prize from SGDL, French Writer Society[33]
- French ITC 96 Multimedia Festival Award for Education[33]
- 第1回朝日デジタルエンターテインメント大賞 ホーム部門賞（1996年11月）[8]
- AMDアワード '96優秀作品賞（1997年2月）[34]